# 稲橋良太
稲橋 良太（いなはし りょうた、1988年10月17日 - ）は、日本の元ラグビー選手。

## プロフィール
- 兵庫県尼崎市出身。
- ポジションはフランカー(FL)。
- 身長 182cm、体重 97kg
- ニックネームはイナ。
- 関東代表に選ばれたことがある[1]。

## 来歴
ラグビーを始めたきっかけは喫茶店でラグビースクールのコーチに誘われたことから。
2007年、東海大仰星高校卒業後、東海大学に入学する。
2010年、東海大学体育会ラグビーフットボール部の副将に就任した。
2011年、東海大学卒業後、クボタスピアーズに加入。なお東海大学時代の同級生にはリーチマイケル、三上正貴、森川海斗らがいる。
2012年9月8日に行われたトップイーストリーグ第1節の日野自動車レッドドルフィンズ戦に途中出場で公式戦初出場を果たした。
2020年、現役を引退した。